# Компресија са губитком
Компресија с губитком је начин сажимања дигиталних података с прихватљивим губицима. Користи се углавном код мултимедије.
Најпознатији формати датотека који користе овај начин сажимања су JPG за слике, MP3 и OGG за звукове, и MPEG за видео-снимке. Овим начином сажимања добија се датотека мало мањег квалитета, али значајно мање величине. Управо га то чини идеалним за мултимедију, али исто тако и немогућим за бинарне датотеке, код којих не сме доћи до губитка информација. Алтернатива је компресија без губитка.